# Vitovnica
Samostan Vitovnica je srpski pravoslavni samostan koji pripada Eparhiji Braničevskoj. Crkva je posvećena Uznesenju Blažene Djevice Marije. Samostan se nalazi desetak kilometara istočno od Petrovca na Mlavi. 

## Povijest
Samostan je 1291. godine izgradio srpski kralj Stefan Milutin Nemanjić poslije pobjede nad tatarskim vojskovođama Drmanom i Kudelinom, nedaleko od mjesta na kome se sada nalazi samostan. 
Iz turskog popisa iz 1537. godine iščitava se da u manastiru žive trojica redovnika te da samostan plaća veliki porez što vjerojatno znači da je i u tom vremenu imao prilično dobar položaj. 
Iz 16. stoljeća sačuvano je čuveno Vitovničko evanđelje. Vitovničko evanđelje je u sastavljeno u obliku manuskripta, napisano u samostanu Vitovnici u prvoj polovici 16. stoljeća. Pouzdano se zna da je uokvireno u pozlaćeno srebro 1557. godine. Vitovničko evanđelje danas se čuva u Muzeju Srpske Pravoslavne Crkve u Beogradu pod inventarskom brojem 355. 
Poslije Austrijsko-turskog rata Vitovnica najvjerojatnije postaje napuštena, a redovnici 1690. godine odlaze preko Dunava, na razne strane. Većina redovnika prelazi u manastir Bešenovo na Fruškoj gori. Blago Vitovnice je popisano i izdvojeno iz imovine manastira Bešenovo. Kada je 1753. godine popisivan inventar samostana Bešenovo i dalje se imovina Vitovnička posebno vodila, no u Vitovnicu se redovnička zajednica nije vratila. Vitovničko blago ostaje u Bešenovu do Drugog svjetskog rata kada su ga Ustaše opljačkali. 
Sredinom Devetnaestog stoljeća zaslugom vitovničkih redovnika dolazi do velike obnove sakralne baštine. Crkva je ponovno ukrašena freskama 1851. godine, kada su podignuta tri odmorišta i zvonik. Gvardijan Stefan Bojović i danas je zabilježen kao simbol obnove Vitovnice u Devetnaestom veku. Smatra se da je oko 1856. godine obnovljen kompletan samostanski kompleks. Samostan je toliko uznapredovao da je o svom trošku podigao 1861. godine osnovnu školu u selu Vitovnici. 
Napredak Vitovnice zaustavile su povijesne okolnosti u prvoj polovici 20. stoljeća. Od 1915. do 1918. godine Petrovac i mlavski prostor bili su dio bugarske okupacijske zone. Bugari su 1915. godine odveli u logor vitovničkog gvardijana Isaiju Bogdanovića i tamo su ga ubili. Bugarski vojnici su nakon toga opljačkali Vitovnicu odnijevši dragocjeni arhiv, liturgijske predmete i stoku. U Vitovnici kraj sjevernog zida srednjeg dijela crkve nalazile su se moći nepoznatog Sinaita koje su bugarski vojnici opljačkali. Samostan nije uspio da se oporavi od stradanja pod bugarskom okupacijom a već stižu nova stradanja pod njemačkom i komunističkom okupacijom. 
Zbog napada na njemačku ophodnju nedaleko od samostana Vitovnice njemačke okupacijske vlasti odlučuju 1943. godine spaliti samostan. Svi objekti su spaljeni, osim crkve kojoj je djelomično izgorio zvonik. Redovnička zajednica se spasila skrivanjem u okolnim šumama, a Nijemci su ipak uhvatili vitovničkog arhiđakona Avakuma Momčilovića koga su odveli u logor na Banjici gdje su ga i ubili. 
Kada osvajaju vlast lokalni seoski komunisti 1945. godine ubijaju sve preostale redovnike i konfisciraju cjelokupnu samostansku imovinu. Komunisti ubijaju i gvardijana Vitovnice superior zajednice Mardarija Zdravkovića. Redovnik Sava Marković imao je 33. godine kada je ubijen. 
Iz Drugoga svjetskoga rata samostan izlazi i bez redovnika i bez objekata i zgrada. Zaslugom poslijeratnih gvardijana Vitovnice samostan je djelomično obnovljen i unaprijeđen usprkos ogromnih stradanja koje je pretrpio u prvoj polovici XX stoljeća.

## Sveti Tadija (Tadej) Vitovnički
Sveti Tadija (Tadej) Vitovnički rođen je na dan sv. Tome 6. listopada 1914. godine u selu Vitovnica, blizu samog samostana Vitovnice. Imenovan je gvardijanom Vitovnice 1962. godine. Preminuo je 2003. godine.

## Galerija
- Ktitorska freska Svetog kralja Milutina u manastiru Vitovnic
- Grob vitovničkog gvardijana Stefana Bojovića
- Vitovnički redovnik Sava Marković. Imao je 33 godine kada su ga ubili vitovnički komunisti.
- Vitovničko evanđelje, slovo "R"
- Vitovničko evanđelje, XVI stoljeće
- Vitovnička čaša, XVII stoljeće
- Vitovnički gvardijan Metodije na naslovnoj strani prvoga broja lista Pčelar
- Sveti Tadija Vitovnički
- Sveti Tadija Vitovnički
- Sveti Tadija Vitovnički